# Kiara Maene
Kiara Maene (2005) is een Belgische paralympische atlete, gespecialiseerd in de sprintnummer 400 meter. Ze komt uit in de T20-categorie voor atleten met een verstandelijke beperking. In 2024 maakte ze haar debuut op de Paralympische Spelen in Parijs, waar ze deelnam aan de 400 meter.

## Levensloop
Als kind was Maene actief in gymnastiek en ballet, maar ze besloot zich volledig te richten op atletiek. Ze behaalde in 2020 haar talentenstatuut bij G-sport Vlaanderen en is aangesloten bij AVT Hasselt. Naast haar sportieve carrière volgt ze een opleiding tot logistiek assistent aan V.I.B.O. St. Barbara in Beringen.

## Hoogtepunten en prestaties
Paralympische Zomerspelen 2024 in Parijs: Maene debuteerde op de Paralympische Spelen in Parijs. Ze eindigde 13e in de reeksen van de 400 meter met een tijd van 1:06.25. Haar coach, Johan Baerts, was tevreden over haar prestatie gezien de omstandigheden, waaronder een eerdere blessure aan haar dikke teen.
ENGIE Talent van het Jaar 2023: In februari 2024 werd Maene uitgeroepen tot 'ENGIE Talent van het Jaar' tijdens de jaarlijkse prijsuitreiking van de Paralympic Sport Awards. Deze prijs erkent haar sportieve prestaties en vastberadenheid.